# George Washington Cable
George Washington Cable (n. 12 octombrie 1844, Orleans Parish⁠(d), Louisiana, SUA – d. 31 ianuarie 1925, Saint Petersburg, Florida, SUA) a fost un romancier american.
Opera sa realistă este inspirată din viața populației creole din Louisiana.

## Opera
- 1879: Zilele bătrânei creole ("Old creole Days");
- 1918: Îndrăgostiții din Louisiana ("Lovers of Louisiana");
- 1880: The Grandissimes ("The Grandissimes");
- 1885: Sudul liniștit ("The Silent South");
- 1890: Chestiunea negrilor ("The Negro Question");
- 1894: John March, sudistul ("John March, Southerner").